# Суперкубок Парагваю з футболу
Суперкубок Парагваю з футболу — клубний турнір з футболу, що проводиться у Парагваї. 
Учасниками змагання є володар Кубку Парагваю та чемпіон країни з найкращими показниками у зведеній таблиці турнірів Апертури і Клаусури минулого сезону. Організатором змагання є Асоціація футболу Парагваю.

## Фінали
| Рік  | Переможець        | Рахунок | Фіналіст        |
| ---- | ----------------- | ------- | --------------- |
| 2021 | Олімпія           | 3:1     | Серро Портеньйо |
| 2022 | Спортіво Амельяно | 1:0     | Олімпія         |
| 2023 | Лібертад          | [ a ]   | —               |
| 2024 | Лібертад          | 2:1     | Олімпія         |

## Досягнення по клубам
| Клуб              | Кількість перемог | Роки перемог | Кількість поразок | Роки поразок |
| ----------------- | ----------------- | ------------ | ----------------- | ------------ |
| Лібертад          | 2                 | 2023, 2024   | —                 | —            |
| Олімпія           | 1                 | 2021         | 2                 | 2022, 2024   |
| Спортіво Амельяно | 1                 | 2022         | —                 | —            |
| Серро Портеньйо   | —                 | —            | 1                 | 2021         |